# Anafilassi
L'anafilassi è definita come «una grave reazione allergica a rapida comparsa e che può causare la morte». Nelle forme più gravi si parla di «shock anafilattico».
È causata da una reazione di ipersensibilità di tipo 1, comunemente detta "allergia", verso una sostanza antigenica (detta allergene). A livello fisiopatologico, l'anafilassi è dovuta alla liberazione di mediatori da parte di alcuni tipi di globuli bianchi attivati da meccanismi immunitari e no. La reazione di anafilassi propriamente detta avviene nei confronti di un antigene con cui il soggetto è già entrato in contatto precedentemente.
Le cause più comuni di reazioni allergiche comprendono punture di insetti, alimenti e farmaci. L'esposizione alla sostanza può avvenire per inalazione, ingestione, contatto cutaneo o inoculazione dell'allergene.
In genere si presenta con una serie di manifestazioni cliniche tra cui prurito, eritema, gonfiore fino all'angioedema della faccia e della gola, o shock con rapido calo della pressione arteriosa sistemica. Viene diagnosticata sulla base dei sintomi e dei segni che si presentano.

## Storia
La condizione era stata descritta fin dai tempi antichi.
Il termine inglese aphylaxis fu coniato nel 1902 da Charles Richet e successivamente modificato in anaphylaxis, dal greco antico: ἀνά? ("contro") e φύλαξις ("protezione") . Richet fu insignito nel 1913 del premio Nobel per la medicina per i suoi studi al riguardo.

## Epidemiologia
L'incidenza dei casi di anafilassi è di 4-5 casi su 100 000 persone per anno, con un rischio cumulativo nella vita del 0,5-2%. I valori risultano però essere in aumento: nel 1980 l'incidenza era di circa 20 per 100 000 per anno, mentre nel 1990 era il 50 per 100 000 per anno. L'incremento sembra essere causato soprattutto dai casi indotti dall'alimentazione.
Il rischio è maggiore nei giovani e nel sesso femminile.
Attualmente, l'anafilassi provoca ogni anno 500-1 000 decessi (2,4 casi per milione di persone) negli Stati Uniti, 20 nel Regno Unito (0,33 per milione) e 15 in Australia (0,64 per milione). I tassi di mortalità sono diminuiti tra il 1970 e il 2000. In Australia la morte indotta dall'anafilassi dovuta a sostanze alimentari si verifica soprattutto nelle donne, mentre i decessi causati da punture di insetti si verificano soprattutto nei maschi.
Comunemente i casi a prognosi infausta sono provocati da assunzione di farmaci. Aneddoticamente è anche un metodo di suicidio, per esempio con penicillina o pesce.

## Eziologia

Rapporti tra le principali cause di anafilassi (fonte:)

L'anafilassi può verificarsi come risposta a quasi tutte le sostanze estranee che entrano in contatto con l'organismo. Tra le cause più comuni vi sono le punture di insetti, l'assunzione di alcuni alimenti o di farmaci. Gli alimenti sono la causa di anafilassi più comune per bambini e adulti, mentre le punture di insetti e i farmaci risultano esserlo per la popolazione anziana. Cause meno frequenti includono anche fattori fisici, agenti biologici come sperma, lattice, variazioni ormonali, additivi alimentari come il glutammato monosodico, coloranti alimentari e farmaci topici.
Fattori fisici, come l'attività fisica (nella cosiddetta "anafilassi indotta dall'esercizio") o variazioni di temperatura (sia verso il caldo sia verso il freddo) possono inoltre agire come innesco attraverso i loro effetti diretti sui mastociti. Gli eventi scatenati dall'attività fisica sono però frequentemente associati all'ingestione di alcuni alimenti. Anestesia, somministrazione di farmaci miorilassanti o antibiotici e utilizzo di presidi in lattice sembrano essere le cause più comuni di reazione anafilattica. Nel 32%-50% dei casi, la causa scatenante rimane sconosciuta e la condizione viene denominata «anafilassi idiopatica».

### Alimenti
Molti alimenti possono portare a una reazione anafilattica; questa si verifica generalmente alla prima assunzione. Gli alimenti responsabili variano in tutto il mondo. Nelle popolazioni occidentali, l'ingestione o l'esposizione alle arachidi, al grano, alle noci, ai crostacei, al pesce, al latte e alle uova sono le cause più frequenti. Il sesamo è invece causa comune in Medio Oriente, mentre il riso e i ceci sono spesso riscontrati come fonti di reazione anafilattica in Asia. I casi più gravi sono di solito il risultato dell'ingestione dell'allergene, ma alcune persone sperimentano una grave reazione anche al solo contatto. I bambini, crescendo, possono diventare più tolleranti verso l'allergene. Dopo i 16 anni di età, l'80% dei bambini che presentavano reazioni anafilattiche dal latte o dalle uova, diventa in grado di assumere normalmente questi alimenti.

### Farmaci

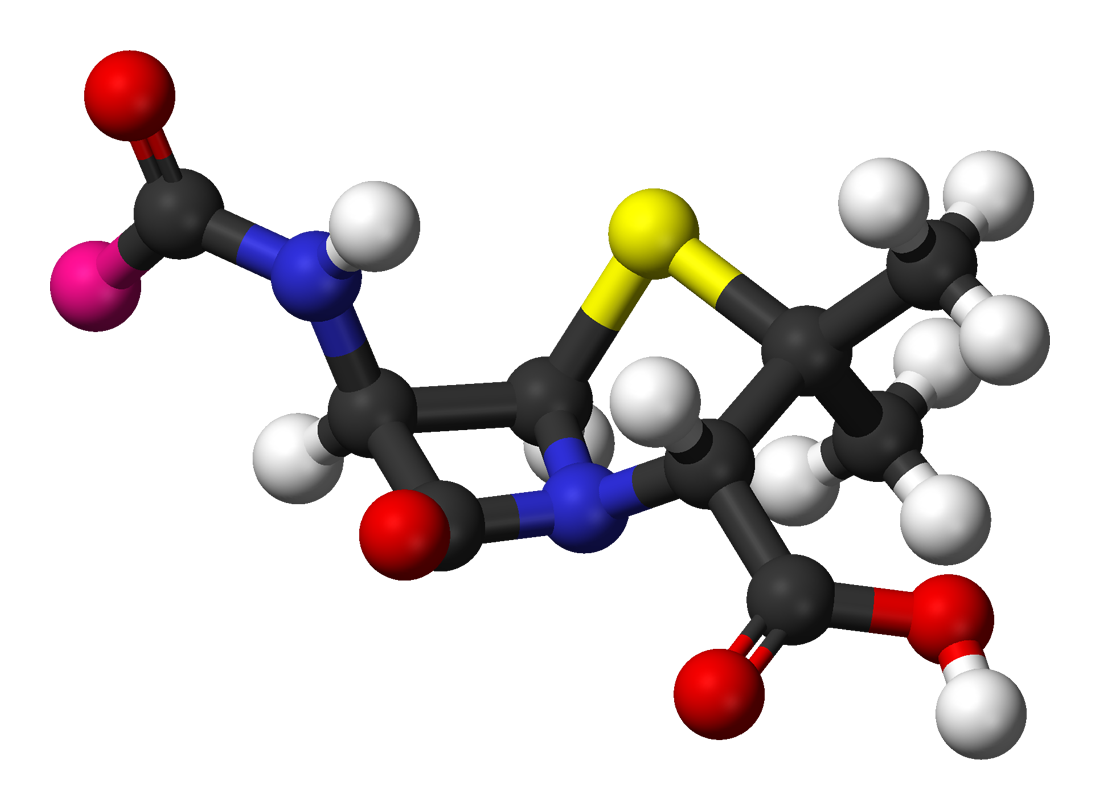
Struttura tridimensionale della molecola di penicillina, potenziale causa di anafilassi

Qualsiasi farmaco può essere causa di anafilassi. I più comuni sono gli antibiotici β-lattamici (come la penicillina), seguiti da aspirina e altri FANS. Altri antibiotici sono coinvolti meno frequentemente e le reazioni ai FANS sono solitamente specifiche per un singolo principio attivo, ragion per cui un soggetto allergico a un particolare FANS può generalmente tollerarne un altro. Altre cause relativamente comuni includono i chemioterapici, i vaccini, i sali cloridrato e solfato di protammina utilizzati come antiemorragici e alcuni preparati a base di erbe. Alcuni farmaci (ad esempio vancomicina, morfina, mezzi di contrasto radiologici) possono causare anafilassi attivando direttamente la degranulazione dei mastociti.
La frequenza di una reazione a un agente dipende in parte dalla frequenza del suo uso e in parte dalle sue proprietà intrinseche. L'anafilassi alle penicilline o cefalosporine si verifica solo dopo che si legano alle proteine all'interno del corpo; alcuni tipi di legame sono più pericolosi di altri. L'anafilassi alla penicillina si verifica in un caso su 2 000 o 10 000 cicli di trattamento, mentre il decesso si osserva in meno di un caso ogni 50 000 cicli di trattamento. L'anafilassi da aspirina o FANS si verifica all'incirca in un caso ogni 50 000 persone. Un soggetto che ha già sperimentato una reazione alla penicillina ha un maggiore rischio di una reazione alle cefalosporine, ma comunque inferiore a uno su 1 000. I mezzi di contrasto radiologici di vecchio tipo provocavano reazioni nell'1% dei casi, mentre gli agenti più recenti, a bassa osmolarità, causano reazioni nello 0,04% dei casi.

### Veleni
I veleni assunti tramite punture di insetti, come imenotteri (api e vespe) o triatominae possono indurre anafilassi in soggetti predisposti. Precedenti reazioni sistemiche, ovvero reazioni patologiche alla sostanza che coinvolgono tutto l'organismo (come ad esempio malessere generalizzato, senso di calore, edema dei tessuti molli o della glottide, shock), sono un fattore di rischio per sviluppare anafilassi in futuro; tuttavia la metà delle persone decedute per anafilassi non aveva mai avuto precedenti reazioni sistemiche.

### Fattori di rischio
Persone affette da malattie atopiche come l'asma, l'eczema o la rinite allergica sono ad alto rischio di reazioni anafilattiche da alimenti, dal lattice, dai farmaci e dalle punture d'insetto. In uno studio svolto su un campione di bambini, il 60% aveva una storia di precedenti malattie atopiche e tra i decessi di ogni età, oltre il 90% presentava una storia di asma. Pazienti con mastocitosi o con uno status socioeconomico più elevato sono maggiormente a rischio. Maggiore è il tempo trascorso dall'ultima esposizione all'allergene, minore è il rischio.

## Fisiopatologia
L'anafilassi è una reazione allergica grave, di rapida insorgenza, che interessa molti distretti corporei. La causa è la liberazione di mediatori infiammatori e di citochine dai mastociti e dai granulociti basofili. Solitamente ciò avviene a causa di una reazione immunologica, ma a volte il meccanismo è di tipo non immunologico.

### Meccanismi immunologici
Nel meccanismo immunologico più frequente, le immunoglobuline E (IgE) si legano all'antigene responsabile dell'inizio della reazione allergica. Questo attiva i recettori FcεRI nei mastociti e basofili portandoli a liberare mediatori infiammatori, come l'istamina. Questi mediatori successivamente aumentano la contrazione della muscolatura liscia bronchiale, provocano vasodilatazione, aumentano le perdite di liquidi dai vasi sanguigni e riducono la forza di contrazione del muscolo cardiaco.
Esistono poi reazioni anafilattiche di tipo immunologico non IgE-mediate, come quelle causate da infliximab, da destrani o che si osservano in occasione di esami radiologici con mezzi di contrasto. Si ritiene che in questi casi la reazione anafilattica sia a partire dalla formazione di complessi immuni.

### Meccanismi non immunologici
Meccanismi non immunologici coinvolgono sostanze o fattori che in casi rari causano direttamente la degranulazione dei mastociti e dei basofili. Tra questi agenti si trovano i mezzi di contrasto utilizzati in radiologia, gli oppioidi, la vancomicina, la temperatura e le vibrazioni.

## Clinica

### Segni e sintomi

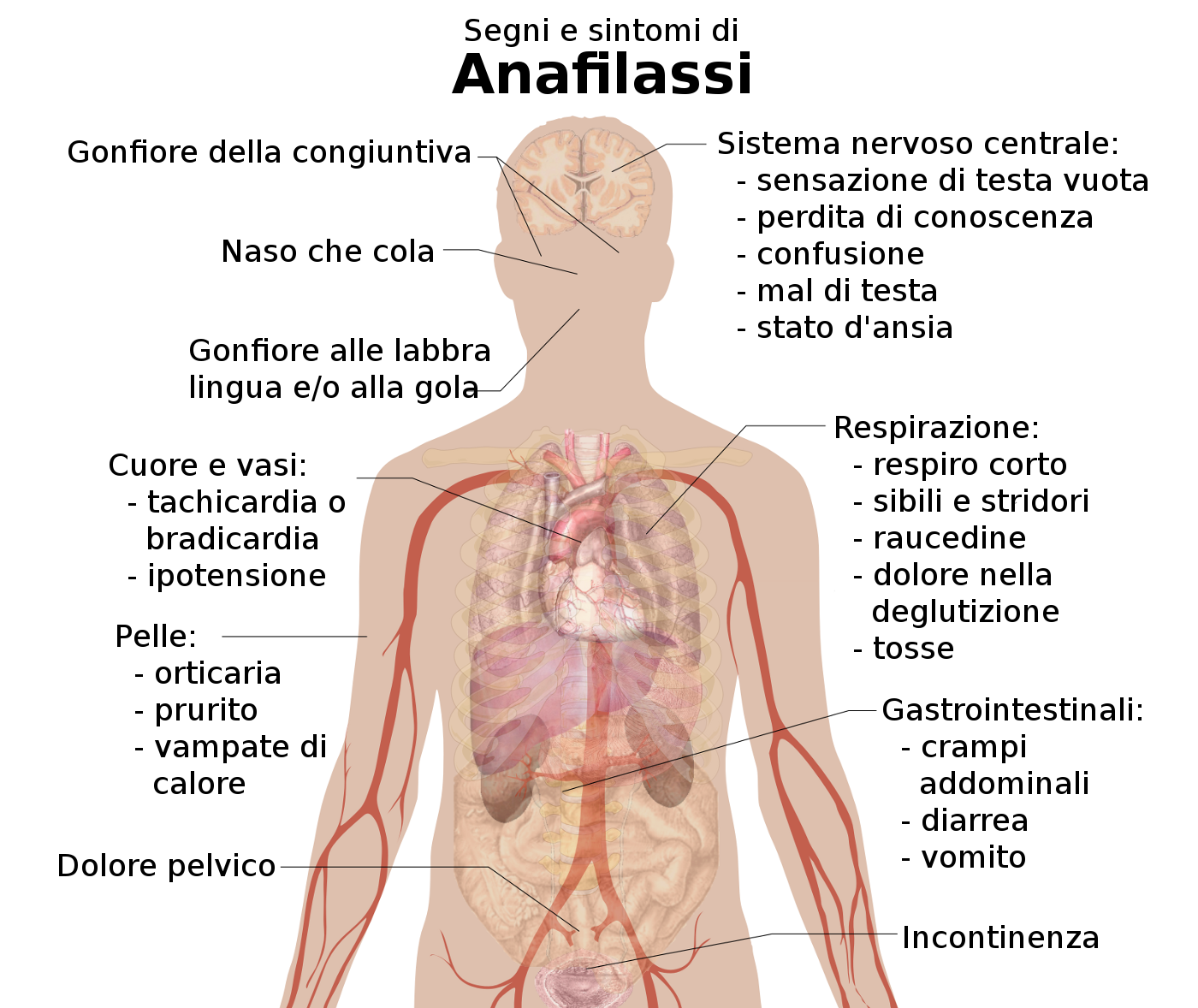
Segni e sintomi dell'anafilassi

Il meccanismo e la sintomatologia dello shock anafilattico sono causati dalle immunoglobuline E e da altre anafilatossine che inducono la liberazione di grandi quantità di istamina e di altre sostanze.
L'anafilassi si presenta tipicamente con molti sintomi diversi che emergono in pochi minuti o nelle ore successive al contatto, con un esordio medio da 5 a 30 minuti se l'esposizione è per via endovenosa e 2 ore per i prodotti alimentari. Le aree più comunemente colpite sono: pelle (80-90%), vie respiratorie (70%), apparato gastrointestinale (30-45%), cuore e vasi (10-45%), sistema nervoso centrale (10-15%). Possono essere coinvolti anche più apparati contemporaneamente.

#### Pelle
Tra i segni e i sintomi tipici si annoverano: orticaria generalizzata, prurito, rossore o gonfiore delle labbra. I pazienti che sperimentano gonfiore o angioedema descrivono una sensazione di bruciore della pelle, o di prurito. Il gonfiore della lingua o della gola si verifica in un massimo di circa il 20% dei casi. Altre possibili manifestazioni sono la rinorrea e il gonfiore della congiuntiva. Se l'edema coinvolge le alte o basse vie respiratorie, la pelle può anche assumere colore bluastro (cianosi) a causa della mancanza di ossigeno (ipossiemia).

#### Apparato respiratorio
Nell'anafilassi possono presentarsi alcuni segni e sintomi respiratori, tra cui la mancanza di fiato, attacchi d'asma, la presenza all'auscultazione di sibili o stridore. I sibili sono di solito dovuti a spasmi della muscolatura bronchiale mentre lo stridore è legato a ostruzione delle vie aeree superiori dovuto a un importante stato infiammatorio o, nei casi più gravi, ad angioedema. Possono inoltre verificarsi raucedine e dolore in seguito a deglutizione o a colpi di tosse.

#### Cuore e apparato circolatorio
Nei pazienti colpiti può verificarsi uno spasmo coronarico con conseguenti possibili infarto del miocardio, aritmie o arresto cardiaco. I pazienti che hanno precedenti di malattia coronarica hanno un maggior rischio che l'episodio anafilattico possa colpire il cuore. Lo spasmo coronarico è legato alla presenza di istamina liberata dalle cellule nel cuore. L'instaurarsi di una tachicardia è frequente per via dell'abbassamento della pressione del sangue (ipotensione); un riflesso di Bezold-Jarisch è stato descritto nel 10% dei casi: questo comporta un rallentamento del battito cardiaco (bradicardia) con bassa pressione sanguigna. Il calo della pressione arteriosa o shock (sia distributivo sia cardiogeno) può provocare la sensazione di stordimento o portare alla perdita di coscienza. Raramente l'abbassamento della pressione arteriosa può essere l'unico segno di anafilassi.

#### Altri effetti
Le manifestazioni gastrointestinali possono includere crampi addominali, diarrea e vomito. Sono inoltre possibili confusione, perdita di controllo della vescica o dolore pelvico simile a crampi. La dilatazione dei vasi sanguigni del cervello può provocare mal di testa. Alcuni soggetti colpiti da anafilassi hanno inoltre descritto una sensazione di ansia variabile fino al senso di "morte imminente" probabilmente dovuti alle difficoltà respiratorie.

### Diagnostica
L'anafilassi viene diagnosticata sulla base di criteri clinici. Quando uno dei tre seguenti segni si verifica a pochi minuti o ore dall'esposizione a un allergene, vi è un'alta probabilità che si tratti di una reazione anafilattica:
1. Coinvolgimento della pelle o del tessuto della mucosa con difficoltà respiratorie o ipotensione;
2. Due o più dei seguenti sintomi: 
a. Coinvolgimento della cute o della mucosa
b. Difficoltà respiratorie
c. Ipotensione (riduzione della pressione arteriosa sistemica del 30% rispetto a quella basale del paziente o al di sotto dei valori standard[32])
d. Sintomi gastrointestinali;
3. Bassa pressione sanguigna dopo l'esposizione a un allergene noto.

Durante un attacco, gli esami del sangue per la triptasi o l'istamina liberate dai mastociti possono essere utili nella diagnosi di anafilassi per le punture di insetti o farmaci. Tuttavia questi test sono di utilità limitata se la causa scatenante è dovuta all'assunzione di cibo o se la persona ha una pressione sanguigna normale, e inoltre non sono specifici per la diagnosi.

#### Test allergologici

Test allergologico cutaneo

I test allergologici possono aiutare a determinare il fattore scatenante. Le prove cutanee sono disponibili per alcuni alimenti e veleni. Gli esami sierologici per la ricerca di immunoglobuline specifiche possono essere utili per confermare l'allergia al latte, alle uova, agli arachidi, alle noci e al pesce. Test cutanei sono, inoltre, disponibili per confermare l'allergia alla penicillina, ma non ne esistono per altri farmaci. Le forme di anafilassi di origine non immunitaria possono essere determinate soltanto conoscendo la storia del paziente o mediante l'esposizione all'allergene in esame, e non da esami cutanei o sierologici.

#### Diagnosi differenziale
A volte può essere difficile distinguere l'anafilassi da asma, sincope o attacchi di panico. L'asma, tuttavia, non si presenta solitamente con prurito o sintomi gastrointestinali; la sincope invece si manifesta con pallore, o con un'eruzione cutanea. Infine, l'attacco di panico può provocare vampate di calore ma non l'orticaria. Altre condizioni mediche che si manifestano in modo simile all'anafilassi sono la sindrome sgombroide e l'anisakiasi.

### Classificazione per gravità
Di seguito sono riportate le classificazioni delle reazioni anafilattiche per gravità nei pazienti sia adulti sia pediatrici:
| Grado | Sintomi cutanei                                   | Sintomi gastrointestinali        | Sintomi respiratori                       | Sintomi cardiovascolari                               |
| ----- | ------------------------------------------------- | -------------------------------- | ----------------------------------------- | ----------------------------------------------------- |
| 1     | - Prurito - Arrossamento - Orticaria - Angioedema | -                                | -                                         | -                                                     |
| 2     | - Come sopra - Angioedema (non sempre)            | - Nausea - Crampi                | - Rinorrea - Raucedine - Dispnea          | - Tachicardia - Aumento pressione arteriosa - Aritmia |
| 3     | - Come sopra                                      | - Vomito - Defecazione - Diarrea | - Edema laringeo - Broncospasmo - Cianosi | - Shock                                               |
| 4     | - Come sopra                                      | - Come sopra                     | - Arresto respiratorio                    | - Arresto cardiaco                                    |

| Grado    | Grado | Sintomi cutanei                                                | Sintomi gastrointestinali                                   | Sintomi respiratori | Sintomi cardiovascolari                               | Sintomi neurologici                                    |
| -------- | ----- | -------------------------------------------------------------- | ----------------------------------------------------------- | --- | ----------------------------------------------------- | ------------------------------------------------------ |
| Lieve    | 1     | - Prurito, eruzione cutanea, orticaria, angioedema localizzati | - Prurito in bocca - Gonfiore delle labbra                  | - | -                                                     | -                                                      |
| Lieve    | 2     | - Prurito, eruzione cutanea, orticaria e angioedema diffusi    | - Prurito in bocca - Gonfiore delle labbra                  | - Ostruzione nasale e/o ripetuti starnuti                                                                              | -                                                     | - Variazioni del comportamento o malessere             |
| Moderata | 3     | - Come sopra                                                   | - Come sopra - Vomito ripetuto o rigonfiamento della lingua | - Secrezione e marcata ostruzione nasale - Sensazione di prurito o gonfiore o ostruzione della gola                    | - Tachicardia - Pallore                               | - Come sopra                                           |
| Grave    | 4     | - Come sopra                                                   | - Come sopra - Diarrea                                      | - Come sopra - Raucedine - Tosse abbaiante - Difficoltà nel deglutire o nel respirare - Asma - Cianosi delle estremità | - Come sopra                                          | - Come sopra - Confusione mentale - Possibile collasso |
| Grave    | 5     | - Come sopra                                                   | - Come sopra - Perdita di controllo dell'intestino          | - Come sopra - Arresto respiratorio                                                                                    | - Severa bradicardia e ipotensione o arresto cardiaco | - Perdita di coscienza                                 |

## Trattamento
L'anafilassi è un'emergenza medica che può richiedere misure rianimatorie, quali la gestione delle vie aeree con somministrazione di ossigeno, rianimazione fluidica per via endovenosa e uno stretto monitoraggio delle condizioni del paziente.
La somministrazione di adrenalina, con l'aggiunta di antistaminici e steroidi come adiuvanti, è il trattamento di scelta in caso di condizioni critiche.
Un periodo di osservazione in ospedale, che può variare dalle 2 alle 24 ore, è raccomandato per le persone che hanno superato la crisi, per la possibilità che i sintomi si ripresentino anche senza esposizione all'allergene (anafilassi bifasica).

### Adrenalina

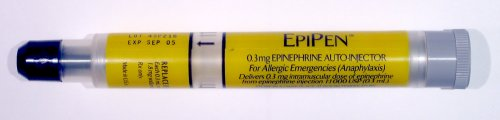
Autoiniettore di adrenalina

La somministrazione di adrenalina è il trattamento primario per l'anafilassi. Il suo utilizzo ha anche il vantaggio di essere privo di controindicazioni assolute.
Le linee guida consigliano, in assenza di disponibilità di un accesso venoso, di somministrare una soluzione di adrenalina per via intramuscolare nella metà anterolaterale della coscia, non appena si sospetti il verificarsi di una reazione anafilattica. L'iniezione può essere ripetuta ogni 5 - 15 minuti, in caso di risposta insufficiente. Una seconda dose diviene necessaria nel 16-35% degli eventi, ma la somministrazione di più di due dosi è raramente necessaria. La via intramuscolare viene preferita rispetto alla somministrazione sottocutanea, poiché quest'ultima può ritardare l'assorbimento.
Gli autoiniettori di adrenalina possono essere utilizzati per l'auto-somministrazione. Generalmente esistono due autoiniettori: uno per adulti e bambini con un peso di almeno 25 kg e uno per i bambini di peso compreso tra i 10 e i 25 kg.
L'adrenalina per via endovenosa è stata correlata a episodi di aritmia e di infarto del miocardio. Effetti indesiderati dalla somministrazione di adrenalina includono tremori, stato ansioso, mal di testa e palpitazioni.
Persone in cura con betabloccanti possono risultare resistenti agli effetti dell'adrenalina. In questa situazione, qualora l'adrenalina non sia efficace, può essere somministrato per via endovenosa glucagone, il quale presenta un meccanismo d'azione indipendente dai β-recettori.

### Altri farmaci
Il salbutamolo nebulizzato può essere efficace per fronteggiare il broncospasmo che non si risolva con l'adrenalina.
I corticosteroidi non riescono a fare la differenza durante l'episodio acuto di anafilassi, ma possono essere utilizzati con l'obiettivo di diminuire il rischio di anafilassi bifasica. La loro efficacia profilattica in queste situazioni è però incerta.
Nonostante siano comunemente utilizzati, l'efficacia degli antistaminici è scarsamente supportata da evidenze cliniche. Nel 2007 una revisione dei dati raccolti non ha evidenziato alcuno studio di buona qualità che potesse suggerirne l'uso e si ritiene che essi non abbiano effetto sull'edema o sullo spasmo delle vie aeree.

## Prognosi
Per i pazienti in cui la causa è nota e il trattamento è disponibile rapidamente, la prognosi è buona. Anche nel caso in cui la causa rimanga sconosciuta, se si ha a disposizione velocemente un farmaco preventivo, le probabilità di sopravvivenza rimangono generalmente alte.
La morte si verifica, solitamente, per un arresto cardiorespiratorio tipicamente per asfissia. Ciò si verifica dallo 0,7% al 20% dei casi risultanti mortali. Sono stati riportati in letteratura dei casi in cui la morte è avvenuta in pochi minuti dall'evento scatenante la reazione anafilattica.
Nei soggetti che sperimentano un episodio di anafilassi sopravvenuto durante l'esercizio fisico, la situazione si evolve generalmente con esito positivo, con un attacco di breve durata e meno grave.
L'anafilassi bifasica è la ricorrenza dei sintomi tra 1 e 72 ore senza una successiva esposizione all'allergene. Gli studi sostengono che ciò avvenga nel 20% dei casi. La recidiva si verifica in genere entro 8 ore e viene gestita nello stesso modo dell'anafilassi.

## Prevenzione
Evitare che si inneschi il meccanismo di anafilassi è la strategia di prevenzione maggiormente raccomandata. Nei casi in cui ciò non sia possibile, si può procedere con tecniche di desensibilizzazione.
L'immunoterapia con veleni di imenotteri risulta efficace nella desensibilizzazione dell'80-90% degli adulti, arrivando al 98% nei bambini, contro le allergie alle punture di api, vespe, calabroni e formiche rosse. L'immunoterapia orale può essere efficace nella desensibilizzazione in alcuni soggetti e per alcuni tipi di alimenti (tra cui il latte, le uova, le noci e le arachidi), ma gli effetti collaterali di questo trattamento sono frequenti. La desensibilizzazione è possibile anche per molti farmaci, tuttavia è consigliabile per la maggioranza delle persone evitare semplicemente l'agente in questione. In coloro che reagiscono al lattice può essere d'aiuto evitare alimenti cross-reattivi (alimenti che contengono allergeni simili e quindi in grado di portare alla stessa reazione allergica) come, ad esempio, avocado, banane e patate.